# Natação nos Jogos Olímpicos de Verão de 2020 - Revezamento 4x100 m medley misto
A competição do revezamento 4x100 m medley misto da natação nos Jogos Olímpicos de Verão de 2020 foi disputada em 29 e 31 de julho de 2021 no Centro Aquático, em Tóquio. Um total de 76 nadadores de 16 Comitês Olímpicos Nacionais (CON) participaram do evento.
Foi a primeira vez que um evento de natação misto foi realizado no programa olímpico. Cada equipe compete com dois nadadores e duas nadadoras, sem uma ordem específica, ficando a critério das comissões técnicas.

## Qualificação
As doze melhores equipes neste evento no durante o Campeonato Mundial de Esportes Aquáticos de 2019 se classificaram para as Olimpíadas. Outras quatro equipes se classificaram por terem os tempos mais rápidos em eventos de qualificação aprovados durante o período entre 1º de março de 2019 a 30 de maio de 2020.

## Formato
A competição consiste em duas rodadas: preliminares e final. As equipes com os oito melhores tempos nas baterias preliminares avançam a final. Desempates (swim-offs) são utilizados conforme necessário para quebrar os empates de avanço a próxima rodada.
Cada equipe é composta por dois nadadores masculinos e duas femininas. Fica a critério das comissões técnicas de cada equipe decidir se um homem ou uma mulher vai nadar em uma perna específica, o que significa que homens contra mulheres são possíveis em determinadas pernas. A ordem dos nados é a mesma de uma prova de medley tradicional – costas, peito, borboleta e estilo livre.

## Calendário
Horário local (UTC+9)
| Data                | Horário | Fase         |
| ------------------- | ------- | ------------ |
| 24 de julho de 2021 | 19:00   | Preliminares |
| 25 de julho de 2021 | 10:30   | Final        |

## Medalhistas
|  | GBR Grã-Bretanha                                                 |  | CHN China                                   |  | AUS Austrália                                                                                                  |
|  | Kathleen Dawson Adam Peaty James Guy Anna Hopkin Freya Anderson* |  | Xu Jiayu Yan Zibei Zhang Yufei Yang Junxuan |  | Kaylee McKeown Zac Stubblety-Cook Matthew Temple Emma McKeon Isaac Cooper* Brianna Throssell* Bronte Campbell* |

*Participaram apenas das eliminatórias, mas também receberam medalhas.

## Recordes
Antes desta competição, os recordes mundiais e olímpicos da prova eram os seguintes:
| Tipo | Atleta                                                                                | Tempo   | Local   | Data                 |
| ---- | ------------------------------------------------------------------------------------- | ------- | ------- | -------------------- |
|      | CHN China Xu Jiayu (52.45) Yan Zibei (57.96) Zhang Yufei (55.32) Yang Junxuan (52.68) | 3:38.41 | Qingdao | 1 de outubro de 2020 |
|      | Evento inaugural                                                                      | –       |         |                      |

Os seguintes recordes mundiais e/ou olímpicos foram estabelecidos durante esta competição:
| Data                | Evento       | Atleta                                                                                               | Tempo   | Notas            |
| ------------------- | ------------ | --- | ------- | ---------------- |
| 29 de julho de 2021 | Preliminares | GBR Grã-Bretanha Kathleen Dawson (58.50) Adam Peaty (57.08) James Guy (50.58) Freya Anderson (52.59) | 3:38.75 | Recorde olímpico |
| 31 de julho de 2021 | Final        | GBR Grã-Bretanha Kathleen Dawson (58.80) Adam Peaty (56.78) James Guy (50.00) Anna Hopkin (52.00)    | 3:37.58 | ,                |

## Resultados

### Preliminares
As equipes com as oito primeiras colocações, independente da bateria, avançam a final.
| Pos. | Bateria | Raia | CON                | Nadadores | Tempo   | Notas            |
| ---- | ------- | ---- | ------------------ | --- | ------- | ---------------- |
| 1    | 1       | 4    | GBR Grã-Bretanha   | Kathleen Dawson (58.50) Adam Peaty (57.08) James Guy (50.58) Freya Anderson (52.59)                            | 3:38.75 | Q,               |
| 2    | 1       | 5    | USA Estados Unidos | Regan Smith (57.64) Andrew Wilson (59.09) Tom Shields (50.87) Abbey Weitzeil (53.42)                           | 3:41.02 | Q                |
| 3    | 2       | 4    | CHN China          | Xu Jiayu (52.67) Yan Zibei (58.61) Zhang Yufei (57.37) Yang Junxuan (53.64)                                    | 3:42.29 | Q                |
| 4    | 2       | 5    | AUS Austrália      | Isaac Cooper (53.55) Zac Stubblety-Cook (58.80) Brianna Throssell (57.62) Bronte Campbell (52.38)              | 3:42.35 | Q                |
| 5    | 2       | 6    | ITA Itália         | Simone Sabbioni (53.96) Nicolò Martinenghi (58.38) Elena Di Liddo (57.29) Federica Pellegrini (53.02)          | 3:42.65 | Q                |
| 6    | 1       | 3    | NED Países Baixos  | Kira Toussaint (1:00.12) Arno Kamminga (58.15) Nyls Korstanje (51.86) Ranomi Kromowidjojo (53.12)              | 3:43.25 | Q                |
| 7    | 2       | 3    | ROC                | Grigory Tarasevich (52.99) Kirill Prigoda (59.33) Arina Surkova (57.47) Maria Kameneva (53.94)                 | 3:43.73 | Q                |
| 8    | 2       | 8    | ISR Israel         | Anastasia Gorbenko (59.59) Itay Goldfaden (59.65) Gal Cohen Groumi (51.06) Andrea Murez (53.64)                | 3:43.94 | Q,               |
| 9    | 2       | 2    | JPN Japão          | Anna Konishi (59.58) Shoma Sato (59.84) Katsuhiro Matsumoto (50.95) Rikako Ikee (53.78)                        | 3:44.15 |                  |
| 10   | 1       | 2    | GER Alemanha       | Marek Ulrich (53.82) Fabian Schwingenschlögl (58.35) Lisa Höpink (58.06) Annika Bruhn (53.96)                  | 3:44.19 |                  |
| 11   | 2       | 7    | GRE Grécia         | Apostolos Christou (53.18) Konstadinos Meretsolias (1:00.10) Anna Ntountounaki (57.08) Theodora Drakou (54.41) | 3:44.77 | Recorde nacional |
| 12   | 2       | 1    | BLR Bielorrússia   | Mikita Tsmyh (54.88) Ilya Shymanovich (58.85) Anastasiya Kuliashova (58.12) Anastasiya Shkurdai (54.50)        | 3:46.35 |                  |
| 13   | 1       | 6    | CAN Canadá         | Javier Acevedo (54.31) Gabe Mastromatteo (59.91) Katerine Savard (57.97) Rebecca Smith (54.35)                 | 3:46.54 |                  |
| 14   | 1       | 7    | BRA Brasil         | Guilherme Basseto (54.03) Felipe Lima (59.68) Giovanna Diamante (58.26) Stephanie Balduccini (54.77)           | 3:46.74 |                  |
| 15   | 1       | 8    | HUN Hungria        | Benedek Kovács (53.76) Petra Halmai (1:08.11) Richárd Márton (51.49) Fanni Gyurinovics (53.79)                 | 3:47.15 | Recorde nacional |
| 16   | 1       | 1    | POL Polônia        | Paulina Peda (1:00.83) Jan Kozakiewicz (59.28) Jakub Majerski Kornelia Fiedkiewicz                             | DSQ     |                  |

### Final
As três equipes mais rápidas na final conquistaram as medalhas.
| Pos. | Raia | CON                | Nadadores                                                                                           | Tempo   | Notas            |
| ---- | ---- | ------------------ | --------------------------------------------------------------------------------------------------- | ------- | ---------------- |
| 01 ! | 4    | GBR Grã-Bretanha   | Kathleen Dawson (58.80) Adam Peaty (56.78) James Guy (50.00) Anna Hopkin (52.00)                    | 3:37.58 | Recorde mundial  |
| 02 ! | 3    | CHN China          | Xu Jiayu (52.56) Yan Zibei (58.11) Zhang Yufei (55.48) Yang Junxuan (52.71)                         | 3:38.86 |                  |
| 03 ! | 6    | AUS Austrália      | Kaylee McKeown (58.14) Zac Stubblety-Cook (58.82) Matthew Temple (50.26) Emma McKeon (51.73)        | 3:38.95 |                  |
| 4    | 2    | ITA Itália         | Thomas Ceccon (52.23) Nicolò Martinenghi (57.73) Elena Di Liddo (56.62) Federica Pellegrini (52.70) | 3:39.28 | Recorde nacional |
| 5    | 5    | USA Estados Unidos | Ryan Murphy (52.23) Lydia Jacoby (1:05.09) Torri Huske (56.27) Caeleb Dressel (46.99)               | 3:40.58 |                  |
| 6    | 7    | NED Países Baixos  | Kira Toussaint (59.45) Arno Kamminga (57.89) Nyls Korstanje (51.34) Femke Heemskerk (52.57)         | 3:41.25 | Recorde nacional |
| 7    | 1    | ROC                | Evgeny Rylov (52.79) Kirill Prigoda (59.15) Svetlana Chimrova (56.95) Maria Kameneva (53.56)        | 3:42.45 |                  |
| 8    | 8    | ISR Israel         | Anastasia Gorbenko (59.55) Itay Goldfaden (59.86) Gal Cohen Groumi (51.58) Andrea Murez (53.78)     | 3:44.77 |                  |

Legenda
| Recorde mundial      | Recorde mundial (World record)               |                       | Recorde africano                      | Recorde africano (African) |                                           | Q | Classificado por posição (Qualified) |
| Recorde olímpico     | Recorde olímpico (Olympic record)            | Recorde da América    | Recorde da América (Americas)         | q                          | Classificado por melhor tempo (Qualified) |   |                                      |
| Melhor marca do ano  | Melhor marca do ano (World leading)          | Recorde asiático      | Recorde asiático (Asian)              | DNS                        | Não largou (Did not start)                |   |                                      |
| Recorde nacional     | Recorde nacional (National record)           | Recorde europeu       | Recorde europeu (European)            | DNF                        | Não terminou (Did not finish)             |   |                                      |
| Recorde pessoal      | Recorde pessoal do atleta (Personal best)    | Recorde da Oceania    | Recorde da Oceania (Oceania)          | DSQ / DQ                   | Desclassificado (Disqualified)            |   |                                      |
| Recorde da temporada | Recorde da temporada do atleta (Season best) | Recorde sul-americano | Recorde sul-americano (South America) | NM                         | Sem marca (No mark)                       |   |                                      |